# Comuna Raihorodok, Korop
Raihorodok (în ucraineană Райгородок) este o comună în raionul Korop, regiunea Cernihiv, Ucraina, formată din satele Jernivka și Raihorodok (reședința).

## Demografie
Componența lingvistică a comunei Raihorodok
     Ucraineană (94,99%)
     Rusă (4,45%)
     Alte limbi (0,38%)
Conform recensământului din 2001, majoritatea populației comunei Raihorodok era vorbitoare de ucraineană (94,99%), existând în minoritate și vorbitori de rusă (4,45%).